# Ircila
Ircila é um gênero de traça pertencente à família Brachodidae.